# Eric Boakye
Eric Boakye (Kumasi, 19 novembre 1999) è un calciatore ghanese, difensore del Noah.

## Carriera
Ha militato nella prima divisione dei campionati sloveno e cipriota. Inoltre, ha disputato 17 partite nelle coppe europee, di cui 4 nei turni preliminari di Champions League, 9 in Europa League (6 nei turni preliminari con un gol e 3 nella fase a gironi) e 4 nei turni preliminari di Europa Conference League.

## Palmarès

### Club

#### Competizioni nazionali
- Campionato sloveno: 1

Olimpia Lubiana: 2017-2018
- Coppa di Slovenia: 3

Olimpia Lubiana: 2017-2018, 2018-2019, 2020-2021
- Campionato cipriota: 1

Arīs Limassol: 2022-2023